# Giuseppe Manunta
Giuseppe Manunta (Napoli, 15 aprile 1968) è un fumettista italiano.Formatosi presso l'Istituto Statale e all'Accademia di Belle Arti di Napoli, ha intrapreso la carriera di illustratore grafico, specializzandosi nel fumetto. Ha iniziato a pubblicare le sue opere nel 1994, collaborando con diverse case editrici italiane e straniere, come Max Bunker Press, Editrice Universo, Eura Editoriale, Coniglio Editore, Trentini Edizioni, Star Comix,  Heavy Metal, Vents d'Ouest, Penthouse Comics, Tabou Editions, Editions du Signe, Planeta de Agostini, Nuvoloso Edizioni, Disney, Long Bec Editions e Le Verger Editions. Nel 1988 fonda con Antonio Florio la fanzine Lineachiara, dedicato al mondo dei fumetti.
Nel 1993 si trasferisce a Milano, dove disegna per Intrepido alcune storie brevi. Dal 1998, con il passaggio alla Edizioni Trentini inizia a pubblicare alcune storie per la rivista Selen.
Nel 2004, elaborando un concetto nato per un episodio pilota realizzato per Blue press e poi ripreso per Selen, ha pubblicato due racconti fantasy erotici a fumetti, dal titolo "Giunchiglia il Fiore d'Irlanda", e "il Tomo Sacro" edito dalla Coniglio Editore, oltre ad alcune miniserie e copertine per Lanciostory e Skorpio. Per Eura Editoriale ha realizzato alcune storie della serie John Doe.
Oltre alle opere più vicine al genere erotico, ha anche realizzato alcuni numeri della serie Winx Club per la Rainbow. Invece, per la Disney realizza le bozze di diversi numeri della graphic novel, High School Musical tratto dall'omonimo film. Pubblica per la Clair de Lune Editions i due volumi di Giunchiglia "La Fleur d'Irlande" e "Le Tome Sacré" editi già in Italia.
Nel 2011 si trasferisce a Strasburgo, in Francia, collabora con Le Verger Editions, per il quale disegna due episodi di Sherlock Holmes: nel 2013, "Le mystère du Haut-Koenigsbourg", tratto dal romanzo di Jacques Fortier e sceneggiato da Roger Seiter. Nel 2014, "Retrouvailles à Strasbourg", per la sceneggiatura di Roger Seiter. Con la Long Bec Editions firma come autore della serie Zombie Walk, attualmente in lavorazione